# یوداسیپور
یوداسیپور (به لاتین: Udasipur) یک منطقهٔ مسکونی در نپال است که در Kailali District واقع شده‌است.

## خصوصیات
یوداسیپور ۵٬۳۲۰ نفر جمعیت دارد.